# Baltimore County
Baltimore County er et county i den amerikanske delstat Maryland. Baltimore County ligger nord i delstaten og grænser op til Anne Arundel County i syd, Carroll County i vest, Harford County i nord og øst, Howard County i sydvest og Baltimore City som er omkranset af Baltimore County undtagen i syd. Mod nord grænses op til delstaten Pennsylvania.
Baltimore Countys totale areal er 1.550 km² hvoraf 216 km² er vand. I 2005 havde Baltimore County 786.113 indbyggere. Administrativt centrum ligger i byen Towson. Baltimore County blev grundlagt i 1659.
39°24′N 76°36′V / 39.4°N 76.6°V